# 北アメリカサッカー連合
北アメリカサッカー連合（きたアメリカサッカーれんごう、英: North American Football Union）は、北中米カリブ海サッカー連盟（Concacaf）傘下の地域団体である。略称はNAFU。

## 加盟国
1. カナダ
2. メキシコ
3. アメリカ合衆国

 バミューダ諸島は地域カテゴリー上は北アメリカに当たるが、地理的な関係でカリブ海サッカー連合に参加している。

## 主催大会

### ナショナルチーム
- 1990年と1991年に「北アメリカサッカー連合選手権」と題した3カ国による大会があったが、現在はCONCACAFゴールドカップが存在するため、北アメリカサッカー連合の3カ国による大会は廃止されている。

### クラブチーム
- 2007年から2010年にスーパーリーガとして、メジャーリーグサッカー（アメリカ・カナダ）とプリメーラ・ディビジョン（メキシコ）の上位入賞クラブを招待したカップ戦が行われていたが、2010年大会を以って廃止された。